# Eurygarka freyrei
Eurygarka freyrei – gatunek muchówki z rodziny ćmiankowatych.
Gatunek ten opisany został w 2011 roku przez J. Ježka, F. Le Ponta, E. Martineza i S. Mollinedo na podstawie dwóch samców odłowionych w wiosce Cieneguillas koło La Plazuela w Boliwii. Epitet gatunkowy nadano na cześć poety Ricardo Jaimesa Freyre'a.
Ćmiankowaty ten ma niestykające się oczy o nieregularnie sześciokątnych omatidiach, bardzo wąskie czoło i fronotclypeus pośrodku z łatką trójpłatkowatą włosków, której środkowy płatek jest krótki. Pole włosków na ciemieniu nie jest podzielone linią środkową. Długości kolejnych członów głaszczków szczękowych mają się do siebie jak 1:1,6:2:2,2. Długość lancetowatych, nieco przydymionych skrzydeł wynosi 1,8 mm. Narządy rozrodcze o apodemie nasadowej prostej w widoku od góry i zakrzywionej patrząc z boku. Zespół edeagusa odznacza się obecnością dwóch par haczykowato zakrzywionych guzków. Epandrium o płytkim wcięciu kaudalnym i owalnym otworze. Hypandrium nagie i wąskie. Surstyli walcowate, zakrzywione i raczej krótkie.
Owad znany wyłącznie z podandyjskiej części Boliwii, z departamentu La Paz.